# Eupithecia asperata
Eupithecia asperata är en fjärilsart som beskrevs av Brandt 1938. Eupithecia asperata ingår i släktet Eupithecia och familjen mätare. Inga underarter finns listade i Catalogue of Life.